# Hypoplectis abunata
Hypoplectis abunata là một loài bướm đêm trong họ Geometridae.